# Carnage (film, 1972)
Pour les articles homonymes, voir Carnage.
Pour plus de détails, voir Fiche technique et Distribution.
Carnage (Prime Cut en version originale) est un film du réalisateur Michael Ritchie sorti en 1972.

## Synopsis
Homme de main du monde interlope, Nick Devlin (Lee Marvin) est envoyé à Kansas City (Kansas) afin de récupérer l'argent que doit un mystérieux bandit, "Mary Ann" (Gene Hackman); celui-ci n'a évidemment pas l'intention de payer. Un abattoir sert de façade à ses véritables activités, soit la prostitution et la vente de drogue. Les ravissantes prostituées, dont la principale vedette est Poppy (Sissy Spacek), sont droguées et vendues comme du bétail. Une étrange relation réunira l'homme de main et la prostituée.

## Fiche technique
- Titre original : Prime Cut
- Réalisation : Michael Ritchie
- Scénario : Robert Dillon
- Directeur de la photographie : Gene Polito
- Montage : Carl Pingitore
- Musique originale : Lalo Schifrin
- Production : Joe Wizan
- Genre : Film d'action, Drame
- Pays :  États-Unis
- Durée : 88 minutes
- Date de sortie : 28 juin 1972 (USA)

## Distribution
- Lee Marvin (VF : André Valmy) : Nick Devlin
- Gene Hackman (VF : Francis Lax) : « Mary Ann »
- Angel Tompkins (VF : Evelyn Selena) : Clarabelle
- Gregory Walcott (VF : Claude Bertrand) : Weenie
- Sissy Spacek (VF : Brigitte Morisan) : Poppy
- Janit Baldwin : Violet
- William Morey (VF : Alain Nobis) : Shay
- Clint Ellison : Delaney
- Howard Platt (VF : Gérard Dessalles) : Shaughnessy
- Les Lannom : O'Brien
- Eddie Egan (VF : Raymond Loyer) : Jake
- Hugh Gillin Jr. (VF : Jacques Berthier) : le réceptionniste du Car Hotel